# Abdosetae
Genre
Abdosetae est un genre d'araignées aranéomorphes de la famille des Phrurolithidae.

## Distribution
Les espèces de ce genre se rencontrent en Chine à Hainan et en Malaisie au Sabah,.

## Liste des espèces
Selon World Spider Catalog (version 24.5, 13/09/2023) :
- Abdosetae baoting Mu & Zhang, 2023
- Abdosetae digitata Jin, Fu & Zhang, 2015
- Abdosetae falcata Jin, Fu & Zhang, 2015
- Abdosetae hainan Fu, Zhang & MacDermott, 2010
- Abdosetae hamata Jin, Fu & Zhang, 2015
- Abdosetae ornata (Deeleman-Reinhold, 2001)

## Systématique et taxinomie
Ce genre a été décrit par  en dans les Corinnidae. Il est placé dans les Phrurolithidae par Ramírez en 2014.

## Publication originale
- Fu, Zhang & MacDermott, 2010 : « A new genus and new species of corinnid spiders (Aranei: Corinnidae) from southeast Asia. » Arthropoda Selecta, vol. 19, no 2, p. 85-89 (texte intégral).